# Balli e pistole
Balli e pistole è il quarto album del gruppo musicale italiano Fratelli di Soledad, pubblicato nel 1996.
Il disco contiene 12 brani composti dal gruppo.

## Formazione
- Voce – Roberto Boggio
- Chitarra, Cori – Giorgio Silvestri
- Basso – Josh Sanfelici
- Batteria, Cori – Marco Ciari
- Tastiere, Cori – Gianluca Vacha
- Trombone – Massimo Ghironi

## Tracce
1. Intro (Silvestri, Ciari) 0:03
2. Sulla strada (G. Restagno, M. Casacci, G. Silvestri; versione italiana di Streets of Murder dei Blind Alley)  3:09
3. La brava gente 3:44
4. Giostra!  3:02
5. Pedroska 2:35
6. Un rischio da evitare 5:57
7. (Questa notte) Niente note 3:28
8. Ballo e pistole 3:43
9. Fuoco e ritmo 4:06
10. La sposa in bianco 6:01
11. Ridi pagliaccio 2:56
12. Un uomo solo al comando 3:56
13. Fuoco e ritmo Dub 1:55